# Berzé-la-Ville
Berzé-la-Ville ist eine französische Gemeinde mit 708 Einwohnern (Stand: 1. Januar 2022) im Département Saône-et-Loire in der Region Bourgogne-Franche-Comté. Sie gehört zum Arrondissement Mâcon und zum Kanton Hurigny (bis 2015: Kanton Mâcon-Nord). Die Einwohner werden Berzéens genannt.

## Geographie
Berzé-la-Ville liegt etwa elf Kilometer nordwestlich von Mâcon in der Mâconnais und im Weinbaugebiet Bourgogne. Umgeben wird Berzé-la-Ville von den Nachbargemeinden Berzé-le-Châtel im Norden und Nordwesten, Verzé im Norden und Osten, La Roche-Vineuse im Südosten, Milly-Lamartine im Süden sowie Sologny im Westen.

## Bevölkerungsentwicklung
| Jahr                      | 1962 | 1968 | 1975 | 1982 | 1990 | 1999 | 2006 | 2013 |
| Einwohner                 | 363  | 341  | 371  | 410  | 511  | 530  | 516  | 588  |
| Quelle: Cassini und INSEE |      |      |      |      |      |      |      |      |

## Sehenswürdigkeiten
- Kirche Notre-Dame-de-la-Purification aus dem 11. Jahrhundert
- Chapelle des Moines der früheren Priorei, mit bedeutender romanischer Ausmalung, 12. Jh., seit 1893 Monument historique
- Höhlen von Les Furtins

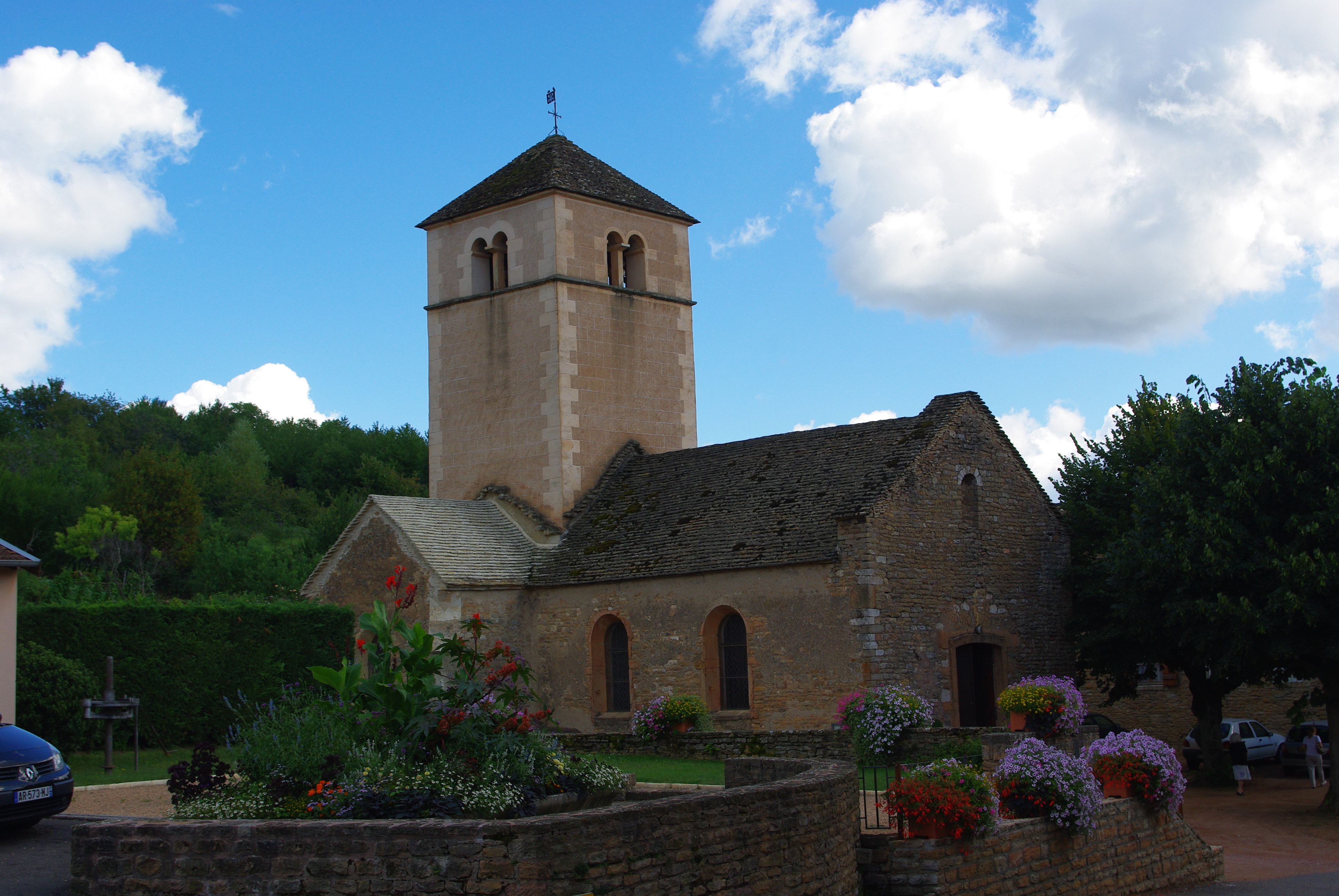
Kirche Notre-Dame-de-la-Purification
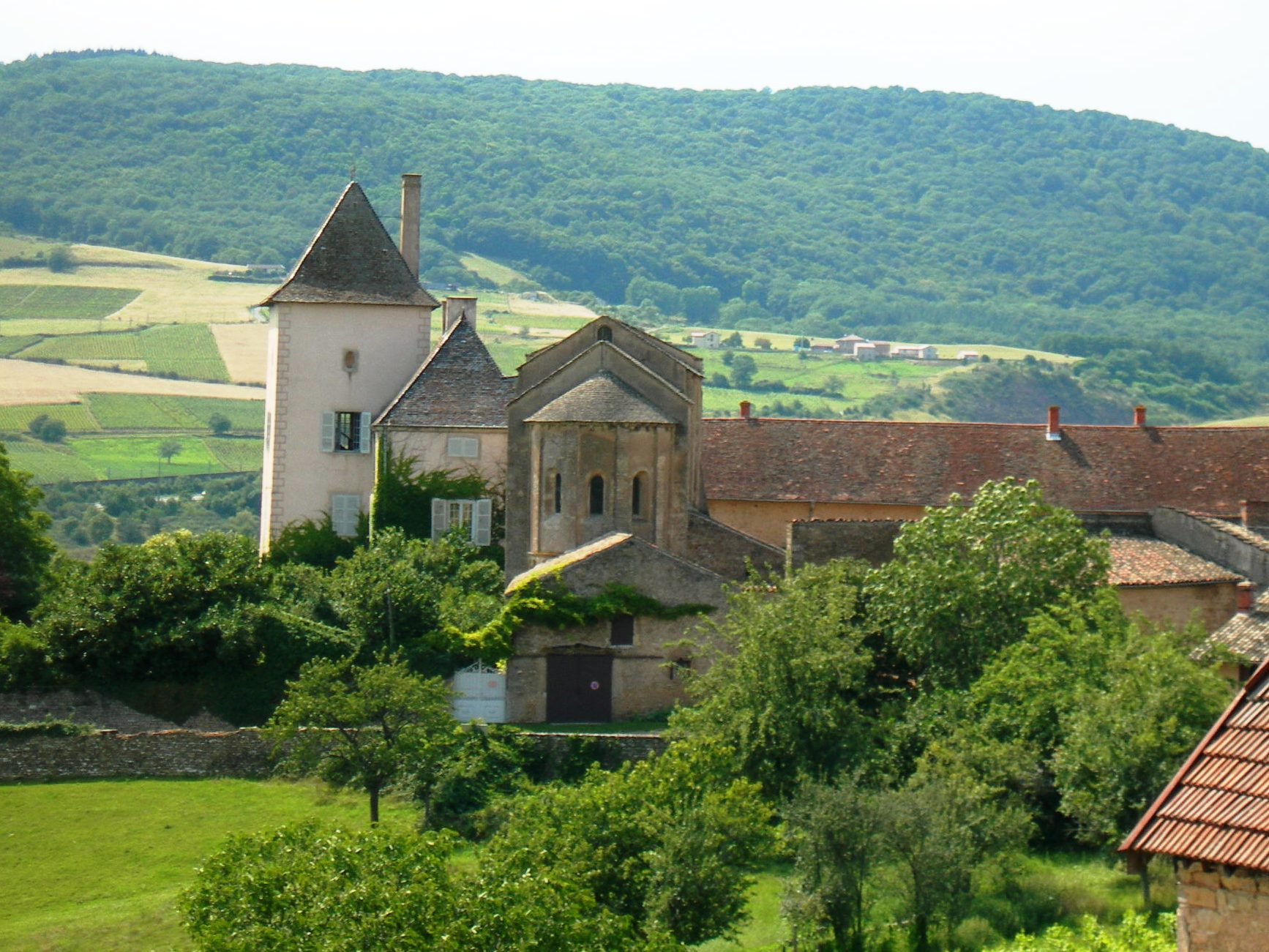
Kapelle Les Moines